# Ematurgina bifasciata
Ematurgina bifasciata är en fjärilsart som beskrevs av Mengel 1902. Ematurgina bifasciata ingår i släktet Ematurgina och familjen Riodinidae. Inga underarter finns listade i Catalogue of Life.